# Instituto de Estudos Fiscais (Reino Unido)
O Institute for Fiscal Studies ( IFS ) é um instituto de pesquisa econômica com sede em Londres, Reino Unido, especializado em tributação e políticas públicas do Reino Unido. Produz descobertas acadêmicas e relacionadas a políticas.
O objetivo do Instituto é "promover a educação em benefício do público, promovendo, de forma não política, o estudo e a discussão e o intercâmbio e disseminação de informações e conhecimentos sobre os efeitos econômicos e sociais nacionais e influências dos impostos existentes e mudanças propostas nos sistemas fiscais ".
Está localizado na área de Bloomsbury, no centro de Londres, perto do Museu Britânico e da University College London (UCL).

## História
O Instituto foi fundado em resposta à aprovação da Lei de Finanças de 1965 por quatro profissionais financeiros: um banqueiro e mais tarde político do Partido Conservador ( Will Hopper ), um gerente de confiança de investimentos (Bob Buist), um corretor da bolsa ( Nils Taube ) e um consultor fiscal (John Chown). Em 1964, o então Chanceler do Tesouro James Callaghan havia feito um discurso anunciando suas intenções de fazer alterações no sistema tributário, incluindo a introdução de um imposto sobre ganhos de capital e um imposto sobre as sociedades. O grupo considerou que as propostas estavam "semi-assadas". Nils Taube havia contratado John Chown para preparar uma análise profissional do discurso e seu efeito nos preços das ações. Chown descreveu o que ele achava que o impacto das propostas seria se fosse implementado, mas também tratou o exercício como uma " reductio ad absurdum " e sugeriu que "o governo e seus assessores tiveram três ou quatro meses para pensar melhor e, reconhecendo algumas das terríveis conseqüências, modificariam suas propostas originais ".  O chanceler não mudou de ideia. Isso levou a uma discussão mais aprofundada entre o grupo sobre seus pontos de vista sobre a reforma tributária e o processo orçamentário. Nas palavras de Chown, o grupo queria garantir que "nunca mais um governo, independentemente de sua cor e intenções políticas, introduza legislação tributária de longo alcance sem o benefício de uma análise profunda e completa dos efeitos de segunda e terceira ordem".
Em 1967, ocorreu um fim de semana de brainstorming no The Bell, em Aston Clinton. No mesmo ano, o grupo publicou Uma Carta para o Contribuinte, com propostas de mudanças tributárias no The Times, e Jeremy Skinner e Halmer Hudson se juntaram ao grupo. Will Hopper lembrou que a ideia de um instituto de pesquisa não tomou forma até algum tempo depois, em um jantar com a participação de Bob Buist, John Chown, Nils Taube e ele mesmo em 30 de julho de 1968 no restaurante Stella Alpina, 32 North Audley Street, Londres, na qual foi tomada a decisão de fundar o Instituto. Will Hopper propôs o nome 'Instituto de Estudos Fiscais'. "Fiscal" foi selecionado em vez de apenas "imposto" porque desejamos incluir o outro lado do imposto. Você não pode discutir o impacto econômico da tributação sem considerar as despesas e o equilíbrio entre as duas. " O Instituto foi formalmente constituído em 21 de maio de 1969.
Além da pesquisa, o Instituto tinha objetivos mais amplos e não ditos. Os fundadores não queriam apenas iniciar um instituto; eles queriam mudar a estratégia fiscal britânica. Em particular, os objetivos declarados do grupo eram "alterar o clima de opinião no qual as mudanças no sistema tributário britânico eram consideradas; alterar os procedimentos pelos quais as mudanças no sistema tributário eram realizadas; e ajudar a criar um sistema tributário mais racional".
Em 1970, Dick Taverne, então deputado trabalhista e ex- secretário financeiro do Tesouro no governo Wilson, foi abordado para ser o primeiro diretor do Instituto. Em 1971, foi formado um Conselho do Instituto, com o Presidente Sir Richard Powell (funcionário público) e os Vice-Presidentes Roy Jenkins (Partido Trabalhista) e Selwyn Lloyd (Partido Conservador). No mesmo ano, foi formado um Comitê Executivo, com Will Hopper como Presidente, Halmer Hudson como Secretário e Buist, Chown, Skinner e Taube como Membros. Em 1972, foram nomeados os primeiros funcionários em tempo integral do Instituto. Em 1974, o Instituto mudou-se de Bell Yard para Chandos Place. Em 1975, o Comitê Meade iniciou suas investigações sob a liderança do mais tarde ganhador do Nobel James Meade. Simon Akam escreveu no The Guardian em 2016: "Meade foi assistido por dois jovens economistas: John Kay, que se tornaria diretor do IFS, e Mervyn King, que mais tarde se tornaria governador do Banco da Inglaterra". Em 1978, o Relatório Meade foi publicado e o Instituto mudou-se para Castle Lane. Em 1979, a publicação de Estudos Fiscais foi lançada e a série Working Paper começou. Em 1980, o Relatório Armstrong foi publicado. Em 1982, a série Report foi lançada e o primeiro Orçamento Verde foi lançado. Em 1984, o documento A Reforma da Seguridade Social foi publicado pelo Instituto. Em 1985, o Instituto mudou-se para Tottenham Court Road. Em 1987, o Grupo de Impostos de Capital foi estabelecido. Em 1990, o Instituto mudou-se para a Ridgmount Street. Em 1991, o Centro ESRC foi inaugurado. Em 1994, o Comitê de Revisão da Lei Tributária foi estabelecido.

## Pesquisa
As áreas de pesquisa cobertas pelo Instituto incluem finanças e gastos públicos, pensões e poupança, tributação de empresas, comportamento do consumidor e pobreza e desigualdade. Embora a maior parte da pesquisa do Instituto seja focada no Reino Unido, trabalhos recentes também analisaram políticas internacionais de desenvolvimento, por exemplo, em programas de educação e nutrição na Colômbia. Em outubro de 2016, o professor Orazio Attanasio, diretor de pesquisa do IFS e chefe de economia da UCL, ganhou o prêmio Klaus J. Jacobs Research por seu trabalho neste último campo.
O Instituto abriga - ou é parceiro - dos seguintes centros de pesquisa (alguns dos quais são descritos mais adiante, nas seções seguintes):
- Centro de Análise Microeconômica de Políticas Públicas (CPP)
- Centro de Avaliação de Políticas de Desenvolvimento (EDePo)
- Comitê de Revisão de Direito Tributário (TLRC)
- Estudo longitudinal inglês do envelhecimento (ELSA)
- Centro de Métodos e Práticas de Microdados (cemmap)
- Centro de Análise Tributária em Países em Desenvolvimento (TaxDev)
- anteriormente Avaliação de programas para análise de políticas (PEPA)

### Centro de Análise Microeconômica de Políticas Públicas
Desde 1991, o Instituto abriga um centro de pesquisa do Conselho de Pesquisa Econômica e Social (ESRC), o Centro de Análise Microeconômica de Políticas Públicas (CPP). O CPP é dirigido pelo professor Richard Blundell e co-diretores, professor Orazio Attanasio, professor James Banks, professor Rachel Griffith, professor Costas Meghir.  O CPP realiza análises microeconômicas das principais questões de políticas públicas, incluindo crescimento da produtividade, redução da pobreza, promoção do emprego e garantia de finanças públicas sólidas.  Seu foco está na modelagem do comportamento individual, familiar e da empresa.

### Centro de Métodos e Prática de Microdados
O Instituto abriga o Centro de Métodos e Práticas de Microdados (Cemmap), uma joint venture entre o Instituto e o Departamento de Economia da UCL. As atividades do Cemmap incluem:
- realização de pesquisas e organização de conferências, simpósios, oficinas e cursos de treinamento;
- desenvolver e aplicar métodos para modelar o comportamento individual, suas influências e o impacto de intervenções políticas; e
- mantendo uma extensa rede de bolsistas no Reino Unido e no exterior.[10]

O Cemmap organiza cursos regulares de treinamento e masterclasses e é o lar de uma das principais séries de documentos de trabalho do mundo na área de microeconometria, com mais de 100 títulos, muitos dos quais publicados nas principais revistas.
O Cemmap foi fundado em 2000 com uma concessão do Leverhulme Trust e desde 2007 é um centro de pesquisa da ESRC.

## Publicações
O Instituto publica regularmente relatórios sobre políticas e artigos acadêmicos. Também produz uma revista trimestral revisada por pares, a Fiscal Studies, que publica artigos submetidos por diversos acadêmicos e profissionais da área. O Orçamento Verde do IFS, que discute questões políticas que provavelmente são relevantes para o relatório anual de orçamento do Chanceler do Tesouro, é publicado no início de cada ano.
Outra publicação digna de nota é a Mirrlees Review, publicada em setembro de 2011. A revisão consiste em dois volumes. O primeiro deles é uma série de capítulos que abrangem diferentes aspectos do sistema tributário do Reino Unido, acompanhados de comentários com opiniões diferentes. O segundo expõe as conclusões da revisão. A análise foi presidida pelo Prêmio Nobel James Mirrlees e incluiu contribuições da equipe da IFS, juntamente com economistas de destaque de várias universidades do mundo.

## Crítica
O Instituto freqüentemente fala sobre questões politicamente importantes. Em outubro de 2010, o vice-primeiro-ministro Nick Clegg acusou o IFS de usar métodos "distorcidos e um completo absurdo" depois de contestar as alegações do governo de que as reformas tributárias e de benefícios no orçamento de junho de 2010 eram " progressivas ".
Em 2016, o The Guardian declarou: "Alguns economistas de esquerda olham com ceticismo particular a alegação de que o IFS não tem ideologia, argumentando que o instituto tem uma fé excessiva no poder das forças de mercado. O ativista tributário Richard Murphy, professor de economia política da City University que assessorou a campanha de Jeremy Corbyn para a liderança trabalhista, disse que o IFS está "incorporado a todas as suposições normais pró-mercado normais que dominam o pensamento econômico convencional no Reino Unido e em outro lugar '. " Richard Murphy também afirmou em um relatório que o "Instituto de Estudos Fiscais é um órgão que recomenda persistentemente aumentos de impostos que beneficiam os mais ricos da sociedade em custo para aqueles que vivem do trabalho e os mais pobres da sociedade".
Em outra ocasião, a revista The Spectator publicou um líder afirmando que "institutos' financiados por bolsas de pesquisa (o que significa, geralmente, dinheiro dos impostos) sempre argumentam por interferências mais caras do Estado" e que o Institute for Fiscal Os estudos foram "o exemplo mais impressionante" disso.
Uma semana antes do lançamento da análise do manifesto de 2019, o economista John Weeks argumentando que, embora o instituto não tivesse vínculos com grupos políticos, ele tinha um viés inerente em seus critérios de julgamento que 'favorecem o equilíbrio contábil sobre o resultado social', alegando que um A análise da IFS não pode dizer ao público 'se uma política é uma boa ideia, apenas se "os números se somam" ".

## Financiamento
O Instituto de Estudos Fiscais foi classificado como "altamente transparente" em seu financiamento pela Transparify e recebeu uma nota A no financiamento de transparência por Who Funds You? 